# 폴린 샬라메
폴린 샬라메(Pauline Chalamet, 1992년 1월 25일 ~ )는 미국, 프랑스의 배우, 작가, 감독이다. 배우 티모시 샬라메의 누나이다.

## 출연 작품

### 영화
- 더 킹 오브 스태튼 아일랜드 (2020) - 조앤 역

### 텔레비전
- 섹스 라이브즈 오브 칼리지 걸스 (2021-) - 킴벌리 역